# Hlavnice
Hlavnice est une commune du district d'Opava, dans la région de Moravie-Silésie, en République tchèque. Sa population s'élevait à 658 habitants en 2021.

## Géographie
Hlavnice se trouve à 11 km au sud-est de Horní Benešov, à 13 km à l'ouest-sud-ouest d'Opava, à 41 km à l'ouest-nord-ouest d'Ostrava et à 237 km à l’est de Prague.
La commune est limitée par Bratříkovice au nord-ouest, par Velké Heraltice au nord, par Jezdkovice à l'est, par Litultovice et Mladecko au sud, et par Jakartovice à l'ouest.

## Histoire
La première mention écrite de la localité date de 1250.

## Galerie

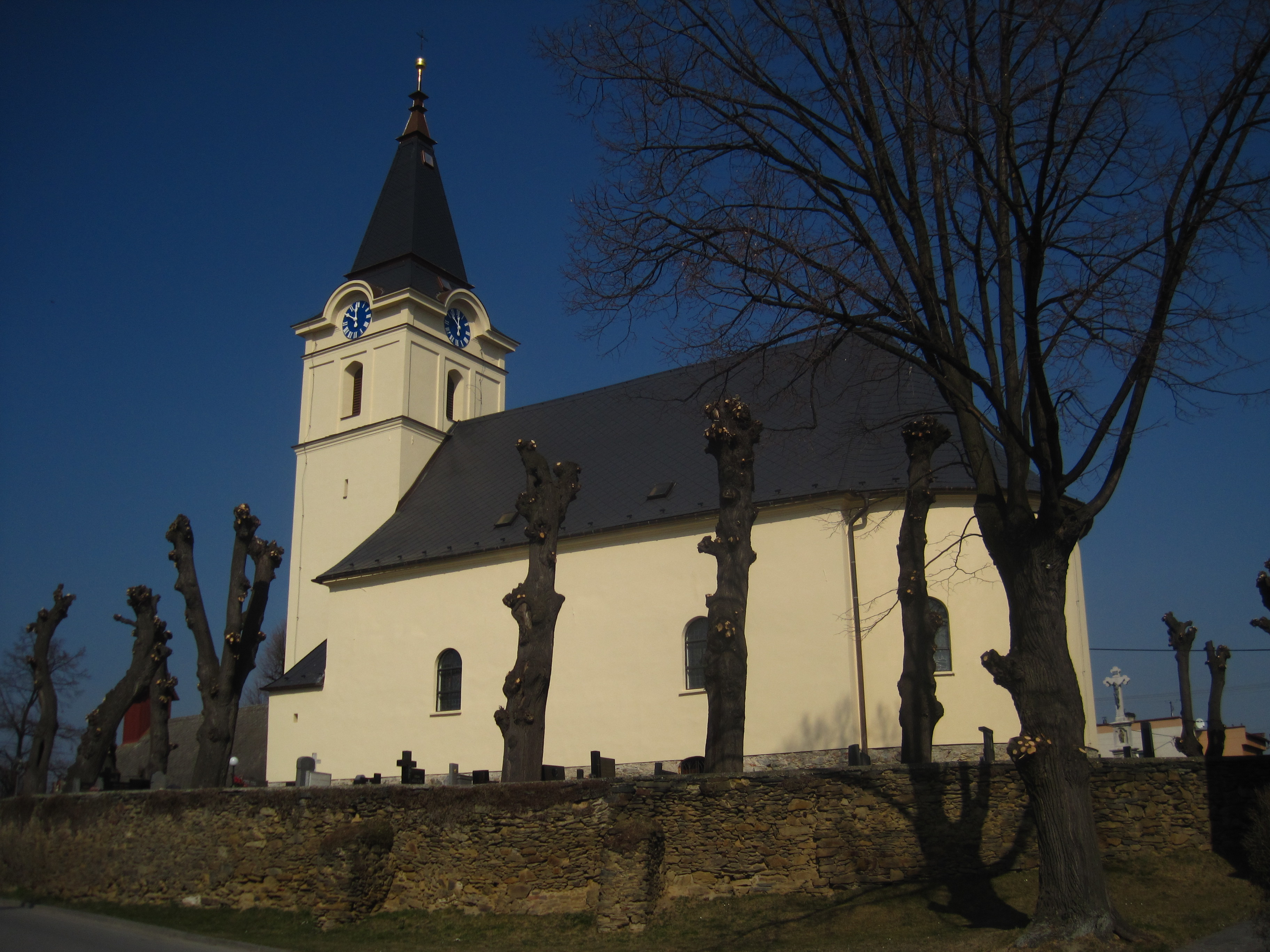
Église de la Sainte Trinité.
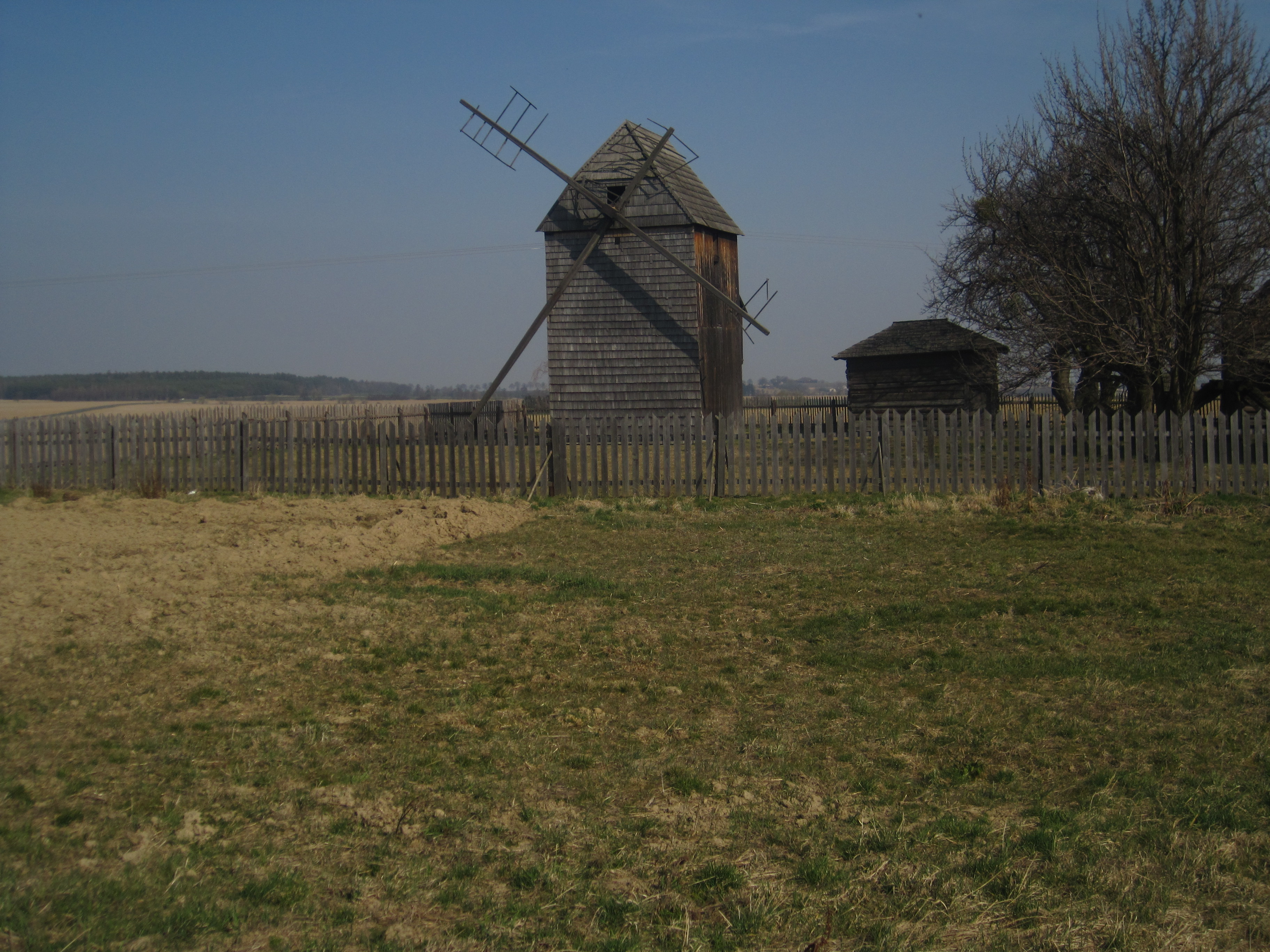
Moulin à vent de Hlavnice.

## Transports
Par la route, Hlavnice se trouve à 14 km d'Opava, à 50 km d'Ostrava et à 308 km de Prague.